# Camponotus darwinii
Camponotus darwinii — вид мурах підродини Formicinae.

## Поширення
Вид зустрічається на Мадагаскарі та  Сейшельських островах
.

## Підвиди
- C. d. darwinii
- C. d. rubropilosus
- C. d. themistocles